# Injektor

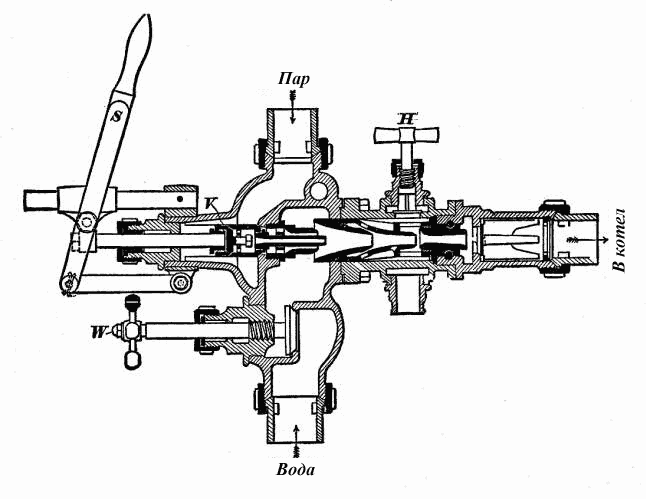
Řez sacím napaječem
Voda je přiváděna zpočátku před dýzy, které pracují jako parní vývěva a nasají ji. Později je voda přiváděna jen do prostoru chloptače (H)

Injektor nebo též napaječ je speciální druh parního čerpadla, založený na využití Bernoulliho jevu. Používá se na doplňování vody do parního kotle. Vynalezl jej Henri Giffard.
Pára z kotle v něm proudí nejprve soustavou zužujících se trubic. Tím se její tlak přemění na rychlost. Rychlostí blízkou rychlosti zvuku vnikne pára do vodního prostoru čerpadla. Tam předá svou rychlost vodě, v níž zkondenzuje. Prudce se pohybující voda v soustavě rozšiřujících se trubic přemění svou rychlost na tlak (vyšší než původní tlak vstupující páry) a přes zpětný ventil proniká do kotle.
Pro start čerpadla (než voda nabere patřičnou rychlost) je třeba mít volný odtok vody, proto je toto čerpadlo vybaveno zpětnou záklopkou - chloptačem.
Pokud je čerpadlo umístěné pod úrovní hladiny vstupující vody, mluvíme o nesacím napaječi, pokud je nad touto hladinou, mluvíme o napaječi sacím. Obě varianty se mírně liší detaily konstrukce a obsluhy.
Výhodou tohoto typu čerpadla je to, že kromě jediné záklopky neobsahuje žádné pohyblivé díly a je tak na minimum snížena možnost poruchy. Pro svou spolehlivost a jednoduchost byly využívány především u parních lokomotiv.
Nevýhodou injektoru je potřeba určitého počátečního tlaku páry a citlivost na teplotu napájecí vody - při příliš vysoké teplotě nedojde k úplné kondenzaci páry a čerpadlo proto selže. Po mnoha letech provozu také dochází k pozvolnému vyšlehání trubic nečistotami ve vodě a tím i k horší funkci injektoru.

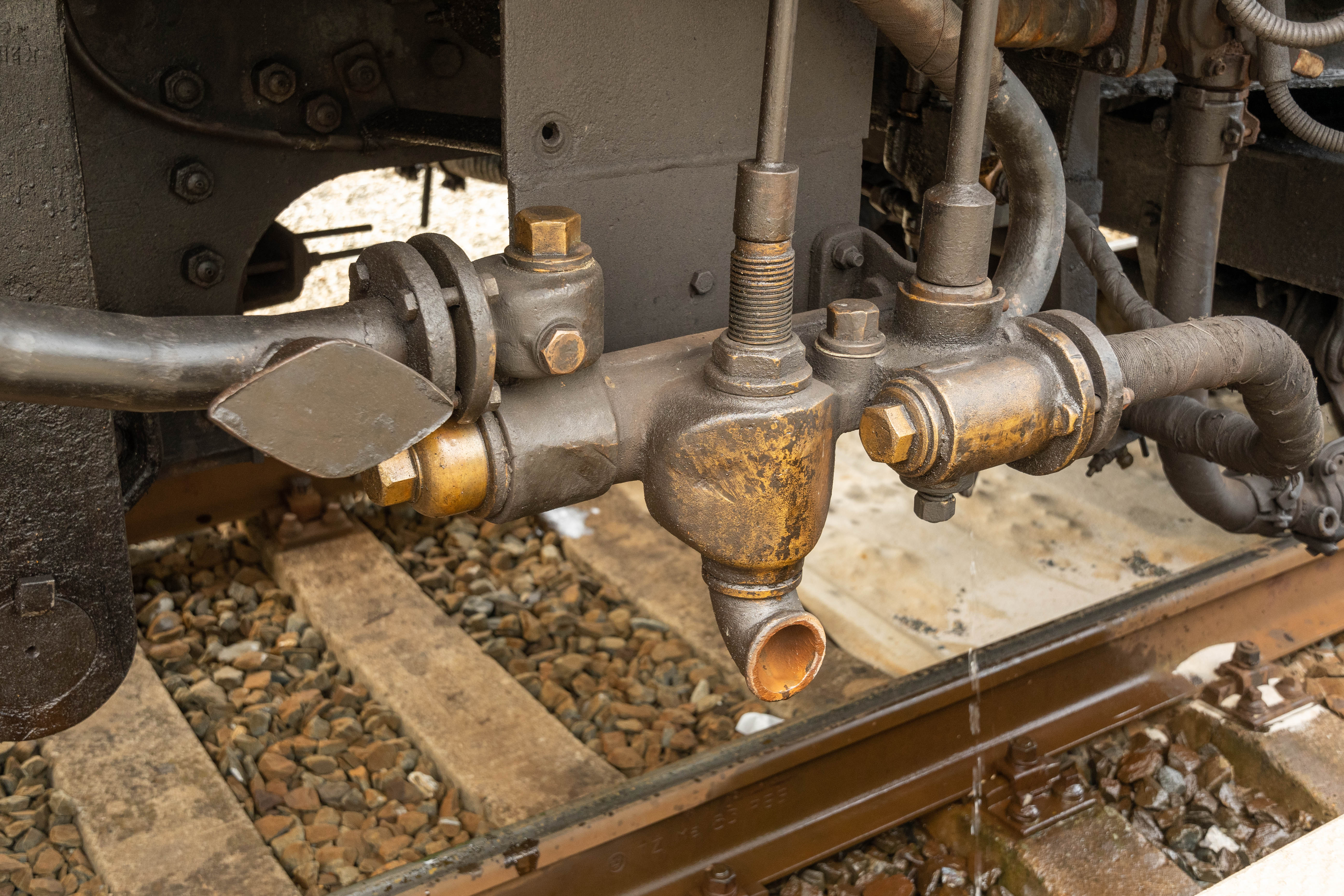
Nesací injektor na ostrou páru na lokomotivě 555.0153

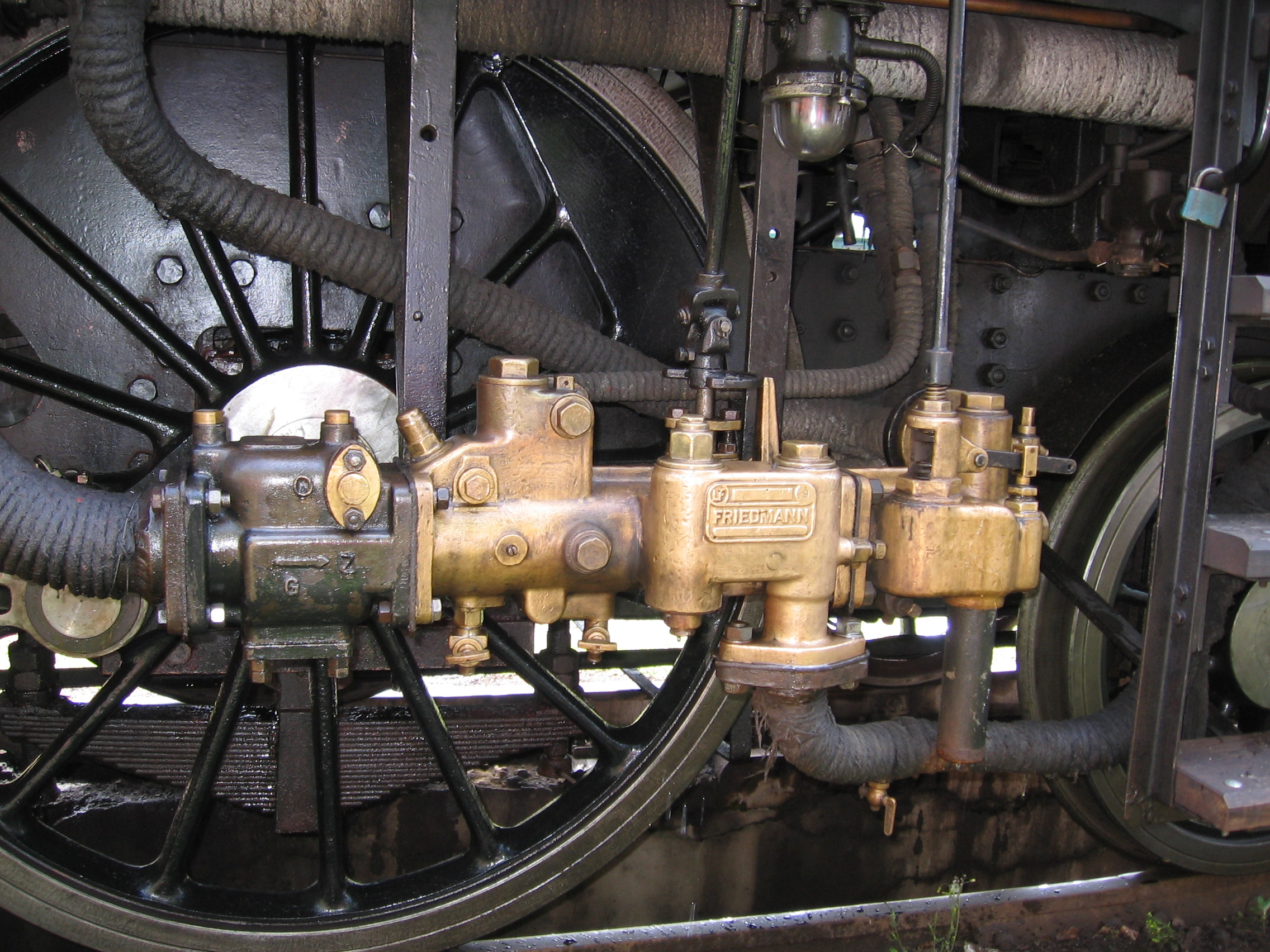
Injektor na výfukovou páru 354.195

## Typy injektorů
Podle sání
- Sací injektor (je umisťován nad úroveň nejvyšší hladiny napájecí vody)
- Nesací injektor (pod úrovní dna nádrže s napájecí vodou)

Podle typu páry
- na ostrou páru (nejjednodušší)
- na výfukovou páru (Metcalfův napaječ) - pracuje z části taktéž na ostrou páru, ale částečně využívá i výfukové páry a tím zlepšuje tepelnou bilanci soustavy parní stroj-parní kotel. Je schopen znovu využít tepelnou energii přibližně 2%-15% výfukové páry (která se vrací spolu s napájecí vodou do kotle). Daní za vyšší účinnost je složitější konstrukce a nutnost dalšího přívodního potrubí na výfukovou páru.